# Trichostomum edentulum
Trichostomum edentulum är en bladmossart som beskrevs av Brotherus in Herzog 1916. Trichostomum edentulum ingår i släktet lansettmossor, och familjen Pottiaceae. Inga underarter finns listade i Catalogue of Life.